# Ustawa o samorządach zawodowych architektów oraz inżynierów budownictwa
Ustawa z dnia 15 grudnia 2000 r. o samorządach zawodowych architektów oraz inżynierów budownictwa – polska ustawa, uchwalona przez Sejm Rzeczypospolitej Polskiej podczas III kadencji, regulująca kwestie prawne związane z organizacją zadań samorządów zawodowych architektów, inżynierów budownictwa oraz urbanistów.

## Uchwalenie ustawy
15 grudnia 2000 roku Sejm RP III kadencji uchwalił nową ustawę o samorządach zawodowych architektów oraz inżynierów budownictwa. Ustawa ta określa organizację oraz zadania samorządów, zawodowych architektów, inżynierów budownictwa oraz urbanistów, a także obowiązki i prawa tych samorządów. Ustawa ta weszła w życie dnia 25 stycznia 2002 roku.